# Blue Banisters
Blue Banisters är ett musikalbum av Lana Del Rey som utgavs 22 oktober 2021. 

## Låtlista
1. "Text Book"
2. "Blue Banisters"
3. "Arcadia"
4. "Interlude - The Trio"
5. "Black Bathing Suit"
6. "If You Lie Down with Me"
7. "Beautiful"
8. "Violets for Roses"
9. "Dealer"
10. "Thunder"
11. "Wildflower Wildfire"
12. "Nectar of the Gods"
13. "Living Legend"
14. "Cherry Blossom"
15. "Sweet Carolina"